# تومي موراي (لاعب هوكي الجليد)
تومي موراي (بالإنجليزية: Tommy Murray)‏ هو لاعب هوكي الجليد كندي وأمريكي، ولد في 17 فبراير 1893 في بوفالو في الولايات المتحدة، وتوفي في 25 أكتوبر 1963.